# Großpriorat Bayern

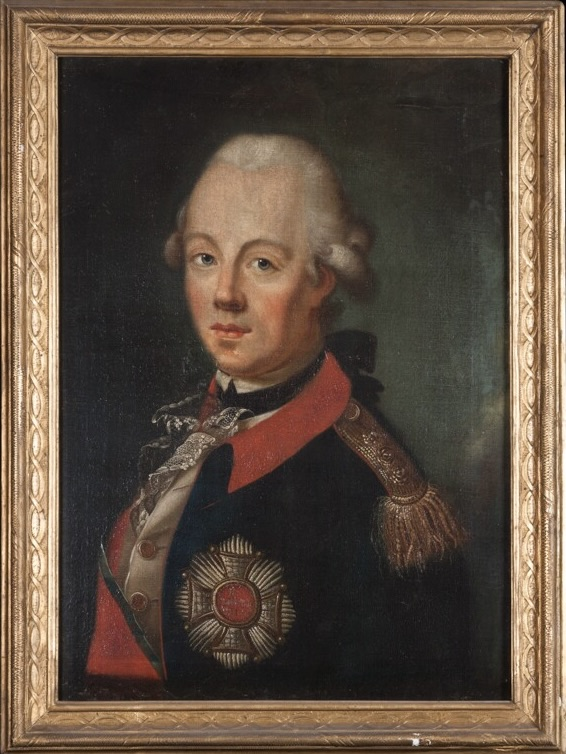
Karl August von Bretzenheim, 1782–1799 Großprior von Bayern

Wappen des Großpriors Karl August

Das Großpriorat Bayern des Malteserordens bestand zwischen 1782 und 1808. Das Großpriorat wurde von Kurfürst Karl Theodor von Bayern aus den Gütern des 1773 aufgehobenen Jesuitenordens zur Versorgung seines außerehelichen Sohnes Karl August von Bretzenheim gebildet.
Bereits Max Emmanuel wollte aus der Herrschaft Angelberg ein bayerisches Malteser-Großpriorat zur Versorgung seines Sohnes Emmanuel-François-Joseph schaffen. Die deutsche Zunge des Ordens weigerte sich jedoch, den Orden zur Versorgung illegitimer Fürstensöhne zu öffnen. Die damaligen Ordensstatuten der deutschen Zunge verlangten eine Adelsprobe, die illegitime Söhne ausschloss. Der britische König Georg III. erteilte 1780 seine Zustimmung zur Verbindung des neugeplanten Bayerischen Großpriorats mit der Zunge Englands und dem Namen „Englisch-Bayerische Zunge“. Zwischen Dezember 1781 und April 1782 erfolgte die offizielle Gründung des Großpriorats durch den Großmeister des Malteserordens Emmanuel de Rohan-Polduc. Maßgeblich beteiligt waren Komtur Johann Baptist von Flachslanden und Hofkaplan Johann Casimir Häffelin. Das Großpriorat Bayern wurde aus den zu Kommenden umgewidmeten Jesuitenkollegien gebildet. Die vormalige Kollegskirche St. Michael wurde zur Hauptkirche des Großpriorats bestimmt.
Karl August von Bretzenheim wurde Großprior, Flachslanden sein Koadjutor sowie Oberhaupt der Zunge, Häffelin Generalvikar des Großpriorates. Bailli der Ballei Neuburg, die aus den Neuburger und Sulzbacher Jesuitenkollegien gebildet wurde, wurde Franz Albert Leopold von Oberndorff.

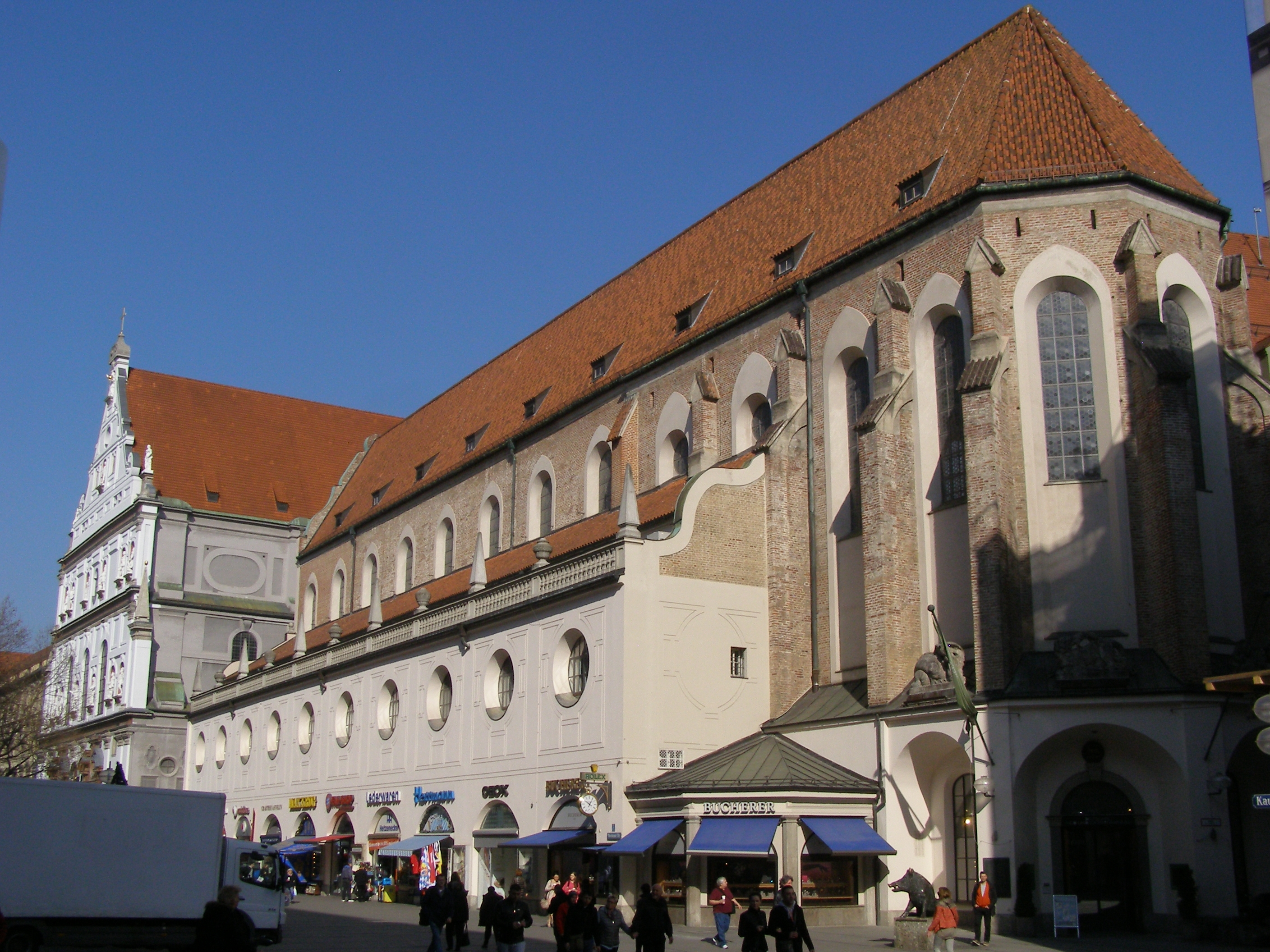
Kommende München, Sitz des Großpriorats Bayern

Nach der Dritten Polnischen Teilung 1795 errichtete Paul I. ein orthodoxes polnisch-russisches Großpriorat, das er 1797 mit der Englisch-Bayerischen Zunge des Malteserordens verband.
1799 wurde das Großpriorat Bayern durch Maximilian Joseph von Bayern aufgehoben, kurz danach nach der Intervention des faktischen Großmeisters Pauls I. von Russland aber wiedererrichtet. Neuer Großprior wurde der erst vierjährige Karl von Bayern, Flachslanden wurde sein Stellvertreter sowie Bailli in Neuburg.
1808 wurden die Malteserbesitzungen im Königreich Bayern säkularisiert.